# 村武精一
村武 精一（むらたけ せいいち、1928年（昭和3年） - ）は、日本の社会人類学者。文学博士（東京都立大学・論文博士・1988年）（学位論文「祭祀空間の構造」）。東京都立大学名誉教授。

## 経歴
広島県生まれ。早稲田大学第一文学部哲学科卒業。東京都立大学大学院博士課程中退。1988年「祭祀空間の構造」で文学博士（東京都立大学）の学位を取得。都立大助手、講師、助教授、教授、1990年定年退官、名誉教授、青山学院女子短期大学教授、共立女子大学総合文化研究所教授。沖縄・東南アジア、オセアニアの民族学研究をおこなった。

## 著作

### 単書
- 『家族の社会人類学』弘文堂 1973
- 『神・共同体・豊穣 沖縄民俗論』未来社 1975
- 『祭祀空間の構造 社会人類学ノート』東京大学出版会 1984
- 『家と女性の民俗誌』新曜社 1992
- 『アニミズムの世界』吉川弘文館 歴史文化ライブラリー 1997

### 共編著
- 『文化人類学』蒲生正男、大林太良共編 角川書店 1967
- 『伊豆諸島 世代・祭祀・村落』蒲生正男、坪井洋文共著 未来社 1975
- 『家族と親族』編 小川正恭、笠原政治、杉本良男、河合利光、大塚和夫訳 未来社 1981
- 『文化人類学』佐々木宏幹共編 有斐閣シリーズ選書 1991
- 『宗教人類学 宗教文化を解読する』佐々木宏幹共編 新曜社 1997

### 翻訳
- ジョン・ビアッティ『社会人類学 異なる文化の論理』蒲生正男共訳 社会思想社 1968